# Joppécourt
Joppécourt ist eine französische Gemeinde mit 154 Einwohnern (Stand: 1. Januar 2022) im Département Meurthe-et-Moselle in der Region Grand Est (vor 2016: Lothringen). Die Gemeinde gehört zum Arrondissement Val-de-Briey und ist Mitglied im Gemeindeverband Communauté de communes Cœur du Pays-Haut. Die Einwohner werden Joppécourtois und Joppécourtoises genannt.

## Geographie
Joppécourt liegt etwa 33 Kilometer südwestlich von Luxemburg und 35 Kilometer westnordwestlich von Thionville. Die Gemeinde liegt im Einzugsgebiet des Rheins. Die Crusnes, ein Nebenfluss der Chiers, durchzieht das nördliche Gemeindegebiet.
Umgeben wird Joppécourt von den Nachbargemeinden Ville-au-Montois im Norden, Fillières im Norden und Nordosten, Serrouville im Osten, Mercy-le-Haut im Südosten und Süden, Mercy-le-Bas im Westen sowie Bazailles im Nordwesten.

## Bevölkerungsentwicklung

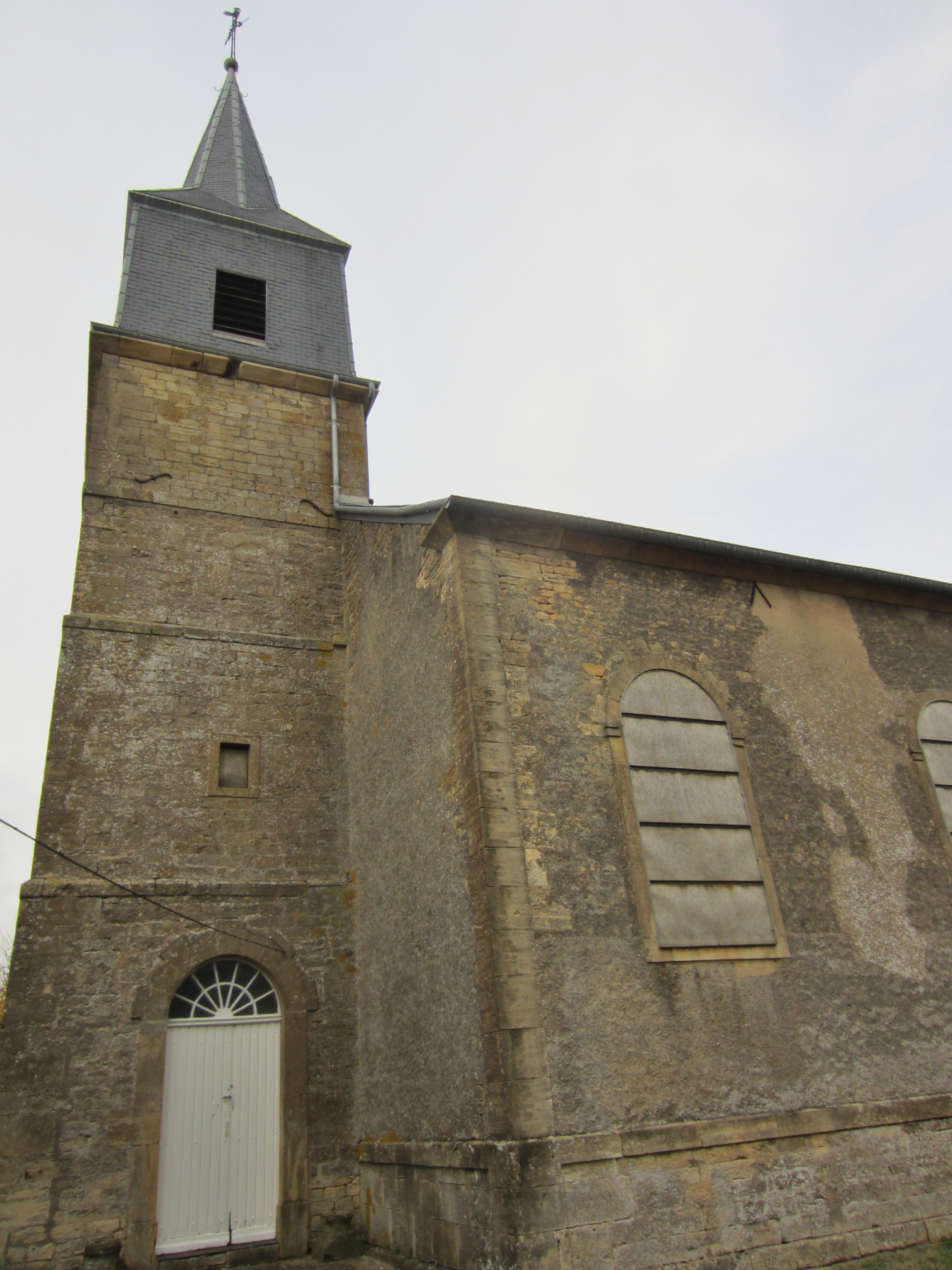
Pfarrkirche Saint-Martin

| Jahr                       | 1962 | 1968 | 1975 | 1982 | 1990 | 1999 | 2006 | 2019 |
| -------------------------- | ---- | ---- | ---- | ---- | ---- | ---- | ---- | ---- |
| Einwohner                  | 215  | 184  | 161  | 110  | 124  | 139  | 136  | 161  |
| Quellen: Cassini und INSEE |      |      |      |      |      |      |      |      |

## Sehenswürdigkeiten
- Pfarrkirche Saint-Martin, 1842 wieder errichtet
- Pfarrhaus aus dem 18. Jahrhundert
- Reste der 1681 zerstörten Burg Mercy
- Mühle von Barnawé an der Crusnes aus der ersten Hälfte des 19. Jahrhunderts
- Ossarium, seit 1987 als Monument historique eingeschrieben